# 1958 en jeu
Chronologie du jeu
- 1954
- 1955
- 1956
- 1957
- 1958
- 1959
- 1960
- 1961
- 1962

Cet article présente les faits marquants de l'année 1958 concernant le jeu.

## Évènements
- William Higinbotham conçoit le jeu Tennis for Two sur un oscilloscope pour distraire les visiteurs lors de portes ouvertes du laboratoire national de Brookhaven
- Création du Le Jeu des 1 000 francs par  Henri Kubnick .

## Sorties
- Roger Caillois publie son essai Les Jeux et les Hommes (Gallimard, Paris)